# Holmkvarnen

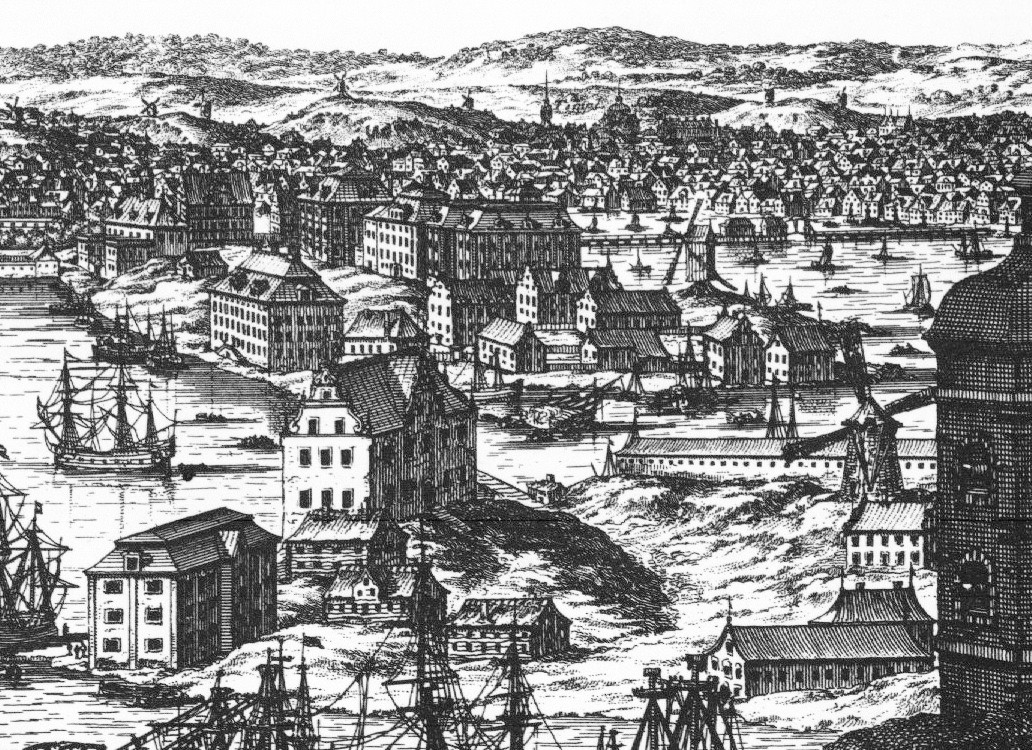
Detalj ur Svecia Antiqua et Hodierna. Vy mot nordväst. Närmast syns Skeppsholmskvarnen och i bakgrunden Holmkvarnen, 1693.

Holmkvarnen var en väderkvarn på nuvarande Blasieholmen i Stockholm. Kvarnen byggdes 1688 och brann ner 1822.

## Historik

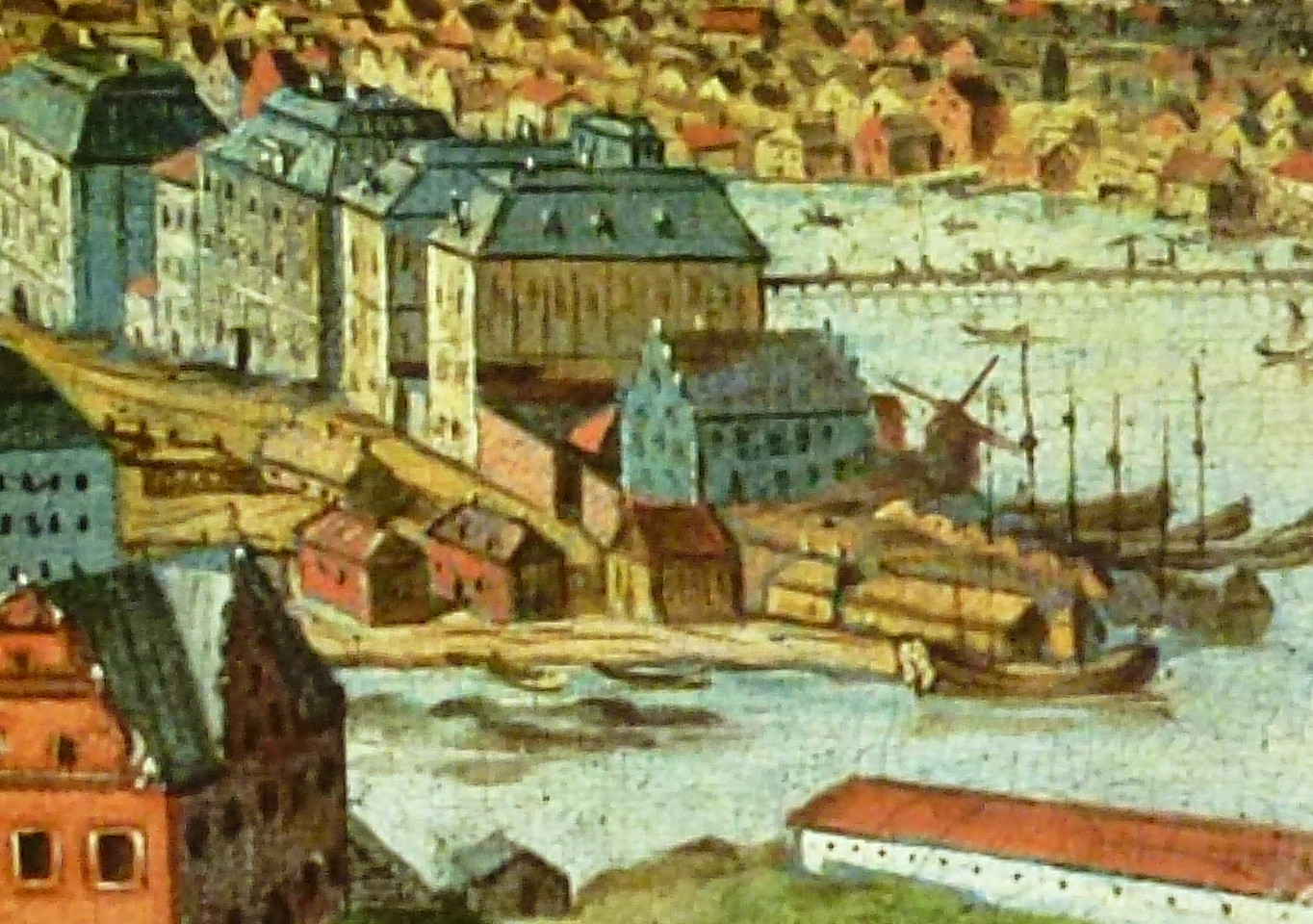
Holmkvarnen kring år 1700.

På sydöstra spetsen av den lilla holmen som ursprungligen kallades Käpplingen (nuvarande Blasieholmen) fanns ett litet berg. År 1650 är amiralen Herman Fleming ägare till tomten. Där restes 1688 en stolpkvarn ungefär på platsen för dagens Museiparken bakom Nationalmuseum. Byggherren var rådmanen och hovrättspresidenten Lars Claesson Fleming. Medan kvarnen byggdes fann överståthållaren den eldfarlig och placeringen olämplig ”i anseende till utsikten för K. Slottet”. Men Fleming fick godkänd av kung Karl XI som ”tillät kvarnbyggnadens obehindrade fullbordande genom resolution den 18 september 1688”. På Petrus Tillaeus karta från 1733 syns kvarnen (litt. å). Men den brann ner 1822 och någon ny kvarn uppfördes aldrig. År 1866 invigdes här Nationalmuseibyggnaden efter många år av utredande och lång byggtid.
Holmkvarnen nämns även i August Strindbergs bok Gamla Stockholm. I avsnittet ”En Stockholmspromenad på 1730-talet” heter det bland annat:
| ” | …En lätt dimma låg utbredd över Ladugårdslandsviken, så att endast toppen syntes på den utanför Skeppsholmen förtöjda Vakt-Jachten; Holmkvarnen stod och sov på Blasieholmens södra udde; salutbatteriet på Mose-Berg blänkte av solens första svaga strålar, men Catharinæ fem tornspiror stodo redan tända som en armstake. | „ |